# De Bonte Os
De Bonte Os is een natuurgebied in de Vlaamse gemeente Deerlijk. Het heeft een oppervlakte van 2,6 hectare. Begin 2015 werd het aangekocht door de lokale afdeling Natuurpunt Gaverstreke, die het daarna in beheer nam. In 2019 volgde een uitbreiding met de aankoop van enkele aanpalende weides. Het gebied is open voor het publiek, maar kan alleen bezocht worden met een gids van Natuurpunt.
Bijna de helft van het terrein omvat een natuurlijk rietveld, het grootste in de regio, met aanpalend de Wijmelbeek. Verder is er een bronbos, een oud populierenbos, 45 knotwilgen, een ruigte, grachten, een poel met amfibieën en grasland. In de winter zitten er in het bos veel houtsnippen en het is een grote winterslaapplaats voor waterpiepers. De buizerd broedt in het bos en er zijn spechten waar te nemen.  
Typisch voor oude bossen is de aanwezigheid van muskuskruid en slanke sleutelbloem. Daarnaast zijn er in het gebied onder meer dotterbloem, moerasandoorn en waterviolier te vinden.
De Bonte Os ligt in de Vichtestraat, tussen de wijk Belgiek en het centrum. Het is vernoemd naar het nabijgelegen vroegere café Den Bonten Os, dat nu in gebruik is als KSA-lokaal.